# NGC 6206
NGC 6206 is een lensvormig sterrenstelsel in het sterrenbeeld Draak. Het hemelobject werd op 23 oktober 1886 ontdekt door de Amerikaanse astronoom Lewis A. Swift.

## Synoniemen
- IC 1227
- UGC 10506
- MCG 10-24-18
- ZWG 299.9
- KAZ 78
- PGC 58723